# Medophron longicauda
Medophron longicauda là một loài tò vò trong họ Ichneumonidae.